# Mackenzie Astin
Mackenzie Astin (* 12. Mai 1973 in Los Angeles, Kalifornien) ist ein US-amerikanischer Schauspieler.

## Leben und Karriere
Mackenzie Astin ist der Sohn des Schauspieler-Ehepaares Patty Duke und John Astin sowie der jüngere Bruder des Schauspielers Sean Astin. Entsprechend dieser Familienherkunft wurde er bereits früh an das Schauspielgeschäft herangeführt und übernahm ab 1982 als Kinderdarsteller erste Fernsehrollen. Einem breiten amerikanischen Publikum wurde er erstmals durch die Rolle des Andy Moffett in der Familien-Sitcom The Facts of Life bekannt, die er von 1985 bis 1988 in 67 Folgen spielte (im deutschsprachigen Raum wurde die Serie trotz ihrer beachtlichen Popularität in den USA nie ausgestrahlt). Durch The Facts of Life galt er zeitweise als Teenager-Idol und gewann 1986 einen Young Artist Award. In dieser Zeit übernahm er auch eine der Hauptrollen in dem Film Die Schmuddelkinder von 1987. Nach dem Ende von The Facts of Life konzentrierte sich Mackenzie Astin wieder auf seine Schulausbildung und trat in der folgenden Zeit nur selten vor die Kamera.
Seinen Durchbruch im Erwachsenenfach feierte Astin im Jahr 1994 in der Titelrolle eines jungen Schlittenführers in dem Abenteuerfilm Iron Will – Der Wille zum Sieg, an seiner Seite spielte unter anderem Kevin Spacey. Im Verlaufe der 1990er-Jahre folgten einige größere Filmrollen: so war er an der Seite von Sandra Bullock und Chris O’Donnell in Richard Attenboroughs historischem Liebesfilm In Love and War (1996) zu sehen, neben Ione Skye und Jennifer Aniston in der Liebeskomödie Café Blue Eyes – Schlafloses Verlangen (1996), und er spielte den Verehrer von Kate Beckinsales Hauptfigur in Whit Stillmans Komödie Last Days of Disco (1998). In dem satirischen Liebesfilm Das sonderbare Liebesleben der Erdlinge übernahm er 1999 die männliche Hauptrolle.
In den 2000er-Jahren ließen die Kinoangebote für Mackenzie Astin zusehends nach, er ist aber bis in die Gegenwart ein vielbeschäftigter Fernsehschauspieler geblieben. Er spielte Gastrollen in bekannten Serien wie Dr. House, My Name is Earl, Grey’s Anatomy, Navy CIS, Criminal Minds, Shameless, Bones – Die Knochenjägerin oder Mad Men. Wiederkehrende Nebenrollen hatte er von 2014 bis 2017 als Noah Baker in Scandal und von 2016 bis 2018 als Richard in The Magicians. 2018 übernahm er in der siebten Staffel der Serie Homeland die Figur des Bill Dunn. In der kurzlebigen Netflix-Serie Teenage Bounty Hunters war er 2020 als Vater der Teenager-Hauptfiguren zu sehen. 2023 spielte er in der zehnten und letzten Staffel von The Blacklist eine wiederkehrende Nebenrolle als Jonathan Pritchard. Sein Schaffen für Film und Fernsehen umfasst mehr als 110 Produktionen.

## Filmografie (Auswahl)
- 1982: Lois Gibbs and the Love Canal (Fernsehfilm)
- 1985: Die Rückkehr der bezaubernden Jeannie (I Dream Of Jeannie 15 Years Later, Fernsehfilm)
- 1985: Hotel (Fernsehserie, 2 Folgen)
- 1985–1988: The Facts of Life (Fernsehserie, 67 Folgen)
- 1987: The Facts of Life Down Under (Fernsehfilm)
- 1987: Die Schmuddelkinder (The Garbage Pail Kids Movie)
- 1992: A Child Lost Forever: The Jerry Sherwood Story (Fernsehfilm)
- 1994: Iron Will – Der Wille zum Sieg (Iron Will)
- 1994: Wyatt Earp – Das Leben einer Legende (Wyatt Earp)
- 1995: Harrison Bergeron – IQ Runner (Harrison Bergeron, Fernsehfilm) (Cameo-Auftritt)
- 1996: Widow’s Kiss – Der Kuß der schwarzen Witwe (Widow's Kiss, Fernsehfilm)
- 1996: Café Blue Eyes – Schlafloses Verlangen (Dream for an Insomniac)
- 1996: Jahre der Zärtlichkeit – Die Geschichte geht weiter (The Evening Star)
- 1996: In Love and War
- 1998: Last Days of Disco – Nachts wird Geschichte gemacht (The Last Days of Disco)
- 1999: Das sonderbare Liebesleben der Erdlinge (The Mating Habits of the Earthbound Human)
- 2000: Outer Limits – Die unbekannte Dimension (The Outer Limits, Fernsehserie, Folge 6x06)
- 2000: Am Anfang war ein Mord (Stranger than Fiction)
- 2001: The Zeros
- 2003: Two Days
- 2003: Without a Trace – Spurlos verschwunden (Without a Trace, Fernsehserie, Folge 1x15)
- 2003: How to Deal – Wer braucht schon Liebe? (How to Deal)
- 2004: Liebe trägt durch (Love’s Enduring Promise, Fernsehfilm)
- 2005: Lost (Fernsehserie, Folge 1x22)
- 2006: Dr. House (House, Fernsehserie, Folge 2x17)
- 2006: In From The Night – Allein in der Nacht (In from the Night, Fernsehfilm)
- 2006: Justice – Nicht schuldig (Justice, Fernsehserie, Folge 1x08)
- 2007: My Name Is Earl (Fernsehserie, Folge 2x22)
- 2007: The Final Season – Daran wirst du dich immer erinnern (The Final Season)
- 2009: Psych (Fernsehserie, Folge 3x15)
- 2010: The Defenders (Fernsehserie, Folge 1x07)
- 2011: Grey’s Anatomy (Fernsehserie, 2 Folgen)
- 2012: Navy CIS (Navy NCIS, Fernsehserie, Folge 9x14)
- 2012: Criminal Minds (Fernsehserie, Folge 7x21)
- 2012: 90210 (Fernsehserie, Folge 5x01)
- 2012: Elf-Man
- 2013: Private Practice (Fernsehserie, Folge 6x12)
- 2013: Touch (Fernsehserie, Folge 2x03)
- 2013: Shameless (Fernsehserie, Folge 3x07)
- 2013: Bones – Die Knochenjägerin (Bones, Fernsehserie, Folge 8x23)
- 2013: Rizzoli & Isles (Fernsehserie, Folge 4x12)
- 2014: Hawaii Five-0 (Fernsehserie, Folge 4x18)
- 2014: Murder in the First (Fernsehserie, Folge 1x02)
- 2014: Franklin & Bash (Fernsehserie, Folge 4x07)
- 2014–2017: Scandal (Fernsehserie, 11 Folgen)
- 2015: Scorpion (Fernsehserie, Folge 1x14)
- 2015: Zoey to the Max
- 2015: Marvel’s Agents of S.H.I.E.L.D. (Agents of S.H.I.E.L.D., Fernsehserie, Folge 2x15)
- 2015: Castle (Fernsehserie, Folge 7x20)
- 2015: Mad Men (Fernsehserie, Folge 7x12)
- 2015: The Night Shift (Fernsehserie, Folge 2x12)
- 2015: Daddy
- 2015–2016: Rosewood (Fernsehserie, 3 Folgen)
- 2016: Do You Take This Man
- 2016: Te Ata
- 2016–2018: The Magicians (Fernsehserie, 15 Folgen)
- 2017: The Honor Farm
- 2017: Navy CIS: New Orleans (NCIS: New Orleans, Fernsehserie, Folge 4x02)
- 2017: Chance (Fernsehserie, Folge 2x04)
- 2018: How to Get Away with Murder (Fernsehserie, Folge 4x13)
- 2018: Blue Bloods – Crime Scene New York (Blue Bloods, Fernsehserie, Folge 8x19)
- 2018: Homeland (Fernsehserie, 6 Folgen)
- 2019: The Orville (Fernsehserie, Folge 2x10)
- 2019: The Loudest Voice (Miniserie, 5 Folgen)
- 2020: Teenage Bounty Hunters (Fernsehserie, 10 Folgen)
- 2021: You – Du wirst mich lieben (You, Fernsehserie, 4 Folgen)
- 2021: Montford: The Chickasaw Rancher
- 2021: Fantasy Island (Fernsehserie, 2 Folgen)
- 2023: Love & Death (Miniserie)
- 2023: The Blacklist (Fernsehserie, 7 Folgen)